# Dominique Bijotat
Dominique Bijotat (ur. 3 stycznia 1961 w Chassignoles) – piłkarz francuski grający na pozycji pomocnika. W swojej karierze rozegrał 8 meczów w reprezentacji Francji. Od 2010 roku jest trenerem FC Metz.

## Kariera klubowa
Swoją karierę piłkarską Bijotat rozpoczął w klubie Montgivray FC. W 1976 roku został zawodnikiem AS Monaco. W 1979 roku awansował do kadry pierwszej drużyny Monaco. W sezonie 1979/1980 zadebiutował w jego barwach w pierwszej lidze francuskiej. W sezonie 1981/1982 wywalczył z Monaco swój jedyny w karierze tytuł mistrza Francji. Z kolei w sezonie 1984/1985 zdobył z Monaco Puchar Francji.
W 1987 roku Bijotat odszedł z Monaco do Girondins Bordeaux. W Bordeaux spędził sezon 1987/1988, a następnie wrócił do Monaco i w klubie tym występował do końca sezonu 1990/1991. Latem 1991 roku przeszedł do LB Châteauroux. W latach 1991–1993 grał w tym klubie w drugiej lidze Francji. W 1993 roku zakończył swoją karierę.
| Sezon   | Klub               | Kraj    | Rozgrywki  | Mecze | Bramki |
| ------- | ------------------ | ------- | ---------- | ----- | ------ |
| 1979/80 | AS Monaco          | Francja | Division 1 | 6     | 0      |
| 1980/81 | AS Monaco          | Francja | Division 1 | 0     | 0      |
| 1981/82 | AS Monaco          | Francja | Division 1 | 26    | 2      |
| 1982/83 | AS Monaco          | Francja | Division 1 | 37    | 4      |
| 1983/84 | AS Monaco          | Francja | Division 1 | 32    | 0      |
| 1984/85 | AS Monaco          | Francja | Division 1 | 32    | 2      |
| 1985/86 | AS Monaco          | Francja | Division 1 | 19    | 0      |
| 1986/87 | AS Monaco          | Francja | Division 1 | 33    | 8      |
| 1987/88 | Girondins Bordeaux | Francja | Division 1 | 37    | 1      |
| 1988/89 | AS Monaco          | Francja | Division 1 | 13    | 0      |
| 1989/90 | AS Monaco          | Francja | Division 1 | 6     | 0      |
| 1990/91 | AS Monaco          | Francja | Division 1 | 20    | 0      |
| 1991/92 | LB Châteauroux     | Francja | Division 2 | 32    | 2      |
| 1992/93 | LB Châteauroux     | Francja | Division 2 | 26    | 0      |

## Kariera reprezentacyjna
W reprezentacji Francji Bijotat zadebiutował 31 sierpnia 1982 roku w przegranym 0:4 towarzyskim meczu z Polską. W swojej karierze grał w eliminacjach do Euro 88. Od 1982 do 1988 roku rozegrał w kadrze narodowej 8 meczów.
W 1984 roku Bijotat zagrał na Igrzyskach Olimpijskich w Los Angeles. Na tym turnieju zdobył z Francją złoty medal.
| Mecze i gole w reprezentacji | Mecze i gole w reprezentacji | Mecze i gole w reprezentacji | Mecze i gole w reprezentacji | Mecze i gole w reprezentacji | Mecze i gole w reprezentacji | Mecze i gole w reprezentacji |
| #                            | Data                         | Stadion                      | Rywal                        | Wynik                        | Gol                          | Rozgrywki                    |
| 1982                         | 1982                         | 1982                         | 1982                         | 1982                         | 1982                         | 1982                         |
| ---------------------------- | ---------------------------- | ---------------------------- | ---------------------------- | ---------------------------- | ---------------------------- | ---------------------------- |
| 1.                           | 31.08.1982                   | Paryż, Francja               | Polska                       | 0:4                          | 0                            | towarzyski                   |
| 1986                         |                              |                              |                              |                              |                              |                              |
| 2.                           | 19.08.1986                   | Lozanna, Szwajcaria          | Szwajcaria                   | 0:2                          | 0                            | towarzyski                   |
| 1987                         |                              |                              |                              |                              |                              |                              |
| 3.                           | 14.10.1987                   | Paryż, Francja               | Norwegia                     | 1:1                          | 0                            | el. ME 1988                  |
| 4.                           | 18.11.1987                   | Paryż, Francja               | NRD                          | 0:1                          | 0                            | el. ME 1988                  |
| 1988                         |                              |                              |                              |                              |                              |                              |
| 5.                           | 02.02.1988                   | Tuluza, Francja              | Szwajcaria                   | 2:1                          | 0                            | Tournoi de France 1988       |
| 6.                           | 05.02.1988                   | Monako, Monako               | Maroko                       | 2:1                          | 0                            | Tournoi de France 1988       |
| 7.                           | 23.03.1988                   | Bordeaux, Francja            | Hiszpania                    | 2:1                          | 0                            | towarzyski                   |
| 8.                           | 27.04.1988                   | Belfast, Irlandia Północna   | Irlandia Północna            | 0:0                          | 0                            | towarzyski                   |

## Kariera trenerska
Po zakończeniu kariery piłkarskiej Bijotat został trenerem. W 2002 roku został zatrudniony w AC Ajaccio, gdzie pracował do 2004 roku. W latach 2005–2006 prowadził FC Sochaux-Montbéliard, a w latach 2008–2009 - LB Châteauroux. W 2010 roku został szkoleniowcem FC Metz.